# Kanton Orgères-en-Beauce
Orgères-en-Beauce is een voormalig kanton van het Franse departement Eure-et-Loir. Het kanton maakte deel uit van het arrondissement Châteaudun. Het werd opgeheven bij decreet van 24 februari 2014, met uitwerking op 22 maart 2015. De gemeenten werden opgenomen in het kanton Voves.

## Gemeenten
Het kanton Orgères-en-Beauceomvatte de volgende gemeenten:
- Baigneaux
- Bazoches-en-Dunois
- Bazoches-les-Hautes
- Cormainville
- Courbehaye
- Dambron
- Fontenay-sur-Conie
- Guillonville
- Loigny-la-Bataille
- Lumeau
- Nottonville
- Orgères-en-Beauce (hoofdplaats)
- Péronville
- Poupry
- Terminiers
- Tillay-le-Péneux
- Varize